# 東砂 (江東區)
東砂（日语：／ Higashisuna */?）是東京都江東區的地名。郵遞區號為136-0074。

## 地理
位於江東區東部，城東地域內。北鄰大島，東接江戶川區西葛西，南連新砂，西通北砂與南砂。町域北邊為小名木川，東北邊為舊中川，東邊為荒川，西邊為仙台堀川。

## 歷史
1966年（昭和41年）實施新住居表示，北砂六～七丁目、九～十丁目成立東砂一～四丁目，1967年（昭和42年）北砂八丁目、南砂六～八丁目成立東砂五～八丁目」。

### 地名由來
為舊砂町的東部而得名。

## 交通

### 巴士
都營巴士主要行駛清洲橋通與番所橋通。清洲橋通的舊葛西橋巴士站路線較多。
舊葛西橋
- 龜21系統：大島站、龜戶站方向/南砂六丁目、東陽町站方向
- 門21系統：東大島站方向/東陽七丁目、東陽町站、門前仲町方向
- 秋26系統：清澄白河站、秋葉原站方向/葛西站方面
- 兩28系統：龜戶站通、兩國站方向/西葛西站、臨海車庫，第六葛西小學校（僅深夜兩班）方向
- 龜29系統：境川、龜戶站方面/西葛西站、渚新城方向
- 陽20系統：江東圖書館入口、東陽町站方向/東砂三丁目、東大島站方向
- 龜24系統：葛西橋站方向/江戶川車庫方向

不經過舊葛西橋
- 龜24系統：東大島站入口、龜戶站方向
- 錦28系統：江東公會堂、錦糸町站方向/東大島站方向

### 道路、橋梁
道路
- 都道
  - 東京都道、千葉縣道10號東京浦安線
  - 東京都道449號新荒川堤防線
  - 東京都道477號龜戶葛西橋線

橋梁
- 小名木川
  - 番所橋
- 舊中川
  - 平成橋
- 荒川
  - 葛西橋
  - 清砂大橋

## 設施
- 東京都立東高等學校
- 江東區立第二砂町中學校
- 江東區立東砂小學校
- 江東區立第二砂町小學校
- 江東區立第五砂町小學校
- 江東區立第七砂町小學校
- 仙台堀川公園
- 砂町水邊公園

## 備註
1. ↑  江東区の世帯と人口（住民基本台帳による） 区民部区民課 平成25年8月1日現在[永久]

## 外部連結
- 江東區官方網站 （页面存档备份，存于）